# Семёнов, Михаил Иванович (художник)
Михаи́л Ива́нович Семёнов (1915—1968) — советский художник кино. Лауреат Сталинской премии первой степени (1950).

## Биография
Родился 15 октября (28 октября) 1915 в д. Любо-Чистополье Липецкого уезда Тамбовской губернии.
 Поступил на художественный факультет ВГИКа, который окончил в 1943 году. Специализировался в мастерской комбинированных съёмок у А. Л. Птушко. По возвращении киностудии из Алма-Аты остался на «Мосфильме» и работал художником комбинированных съёмок (1944).
 Лауреат Сталинской премии (1950) — за кинокартину «Сталинградская битва» (1949).
 Умер 23 мая 1968 в Москве.

## Фильмография
- 1943 — Кутузов (совместно с Фёдором Красным)
- 1944 — Небо Москвы
- 1946 — Адмирал Нахимов (совместно с Д. Сулержицким)
- 1947 — Поезд идёт на восток
- 1947 — Свет над Россией
- 1949 — Сталинградская битва
- 1950 — Далеко от Москвы
- 1951 — Пржевальский
- 1953 — Адмирал Ушаков
- 1953 — Корабли штурмуют бастионы (совместно с Фёдором Красным)
- 1954 — Аттестат зрелости
- 1954 — Народные таланты
- 1955 — Крушение эмирата
- 1955 — Мексиканец
- 1956 — Первые радости
- 1956 — Пролог
- 1957 — Коммунист
- 1957 — Легенда о ледяном сердце
- 1957 — Ленинградская симфония
- 1957 — Необыкновенное лето
- 1958 — Ветер
- 1959 — В едином строю
- 1960 — Повесть пламенных лет
- 1961 — Вольный ветер
- 1962 — Путь к причалу
- 1962 — Семь нянек
- 1963 — Пропало лето
- 1964 — Где ты теперь, Максим?
- 1965 — Война и мир (Фильм 1. Андрей Болконский)
- 1965 — Война и мир (Фильм 2. Наташа Ростова)
- 1965 — Спящий лев
- 1966 — Война и мир (Фильм 3. 1812 год) (совместно с Фёдором Красным)
- 1966 — Душечка
- 1966 — Сказки русского леса
- 1967 — Арена
- 1967 — Война и мир (Фильм 4. Пьер Безухов)
- 1967 — Майор Вихрь
- 1967 — Операция «Трест»
- 1967 — Осенние свадьбы
- 1967 — Путешествие (киноальманах)
- 1968 — Шестое июля

## Награды и премии
- Сталинская премия первой степени (1950) — за фильм «Сталинградская битва» (1949)[2].